# Goniagnathus syncerus
Goniagnathus syncerus är en insektsart som beskrevs av Dash och Chandrasekhara A. Viraktamath 2001. Goniagnathus syncerus ingår i släktet Goniagnathus och familjen dvärgstritar. Inga underarter finns listade i Catalogue of Life.